# کوین نولان
کوین انتونی جانس نولان (انگلیسی: Kevin Anthony Jance Nolan؛ زادهٔ ۲۴ ژوئن ۱۹۸۲) یک بازیکن فوتبال اهل بریتانیا است.